# Pachycispia laurenconius
Pachycispia laurenconius är en fjärilsart som beskrevs av Pierre E.L. Viette 1954. Pachycispia laurenconius ingår i släktet Pachycispia och familjen tandspinnare. Inga underarter finns listade i Catalogue of Life.